# 고죽국
고죽국(孤竹國, 기원전 11세기~기원전 664년)은 상주대부터 춘추시대 후기까지 현재의 중화인민공화국 허베이성 탕산 시에 존재한 국가이다. 국성은 자(子), 씨는 묵태(墨胎)이다. 백이와 숙제의 고사로 알려져 있고 기원전 664년에 제에 의해 멸망했다. 수서 배구전에는 고려(고구려)의 땅은 본래 고죽국이 있던 곳인데 주(周)가 기자(箕子)를 봉하여 조선(箕子朝鮮)이라 하였고, 한은 3군(三郡)을 나누어 설치하였다고 기록되어 있다.

## 역사

### 전기
상이 중원을 남하했을 때 부족 연합을 이탈한 후에 독립된 세력을 형성해 갔다. 이후 옌산산맥의 기슭에서 농업이나 유목에 종사했고 현재의 랴오닝성 차오양 시에 정주했으며 천탕에 의해 고죽에 봉해졌다.

### 중기
상대 중기에 고죽국은 발전해 난하, 청룡하 일대에서 활동하고 있었다. 이 시기의 고죽국은 남쪽으로 이동해 서쪽은 롼허, 북쪽은 칭룽 현 북부, 동쪽은 후루다오 시, 남쪽은 보하이 만에 이르고 있었다.

### 말기
주나라 말기에 고죽 서부에서는 영지(令支), 동북부에서는 산융의 세력이 대두해 고죽국의 국경을 위협하게 되었다. 말기의 고죽국의 영역은 서쪽은 난하, 청룡하, 북쪽은 현재의 만리장성, 동쪽은 산해관, 남쪽은 발해만으로 그 세력 범위가 축소되었다. 기원전 664년(주 혜왕 13년), 산융이 연으로 출병하면서 연은 제에 구원을 요청했고 이에 제 환공과 연 장공은 고죽국과 영지국을 정벌하기 위해 군사를 산융에 출병하였으며 산융 정벌과 동시에 고죽국도 멸망시켰다.

## 역대 군주
고죽국의 계보는 거의 대부분 분명치 않으며, 7대 ~ 9대만 전하고 있다.
| 대수 | 칭호       | 휘         |
| ---- | ---------- | ---------- |
| 7    | 부정(父丁) | 죽유(竹猷) |
| 8    | 아미(亞微) | 초(初)     |
| 9    | 아빙(亞憑) | 풍(馮)     |

## 중국 역사서

### 수서
矩因奏狀曰：「高麗之地，本孤竹國也。周代以之封於箕子，漢世分為三郡，晉氏亦統遼東。今乃不臣，別為外域，故先帝疾焉，欲征之久矣。但以楊諒不肖，師出無功。當陛下之時，安得不事，使此冠帶之境，仍為蠻貊之鄉乎？今其使者朝于突厥，親見啟民，合國從化，必懼皇靈之遠暢，慮後伏之先亡。脅令入朝，當可致也。」

 
배구가 상소를 올려 말했다. "고려의 땅은 본래 고죽국의 땅입니다. 주나라 시대에 기자를 봉했는데 한나라때 나뉘어 삼군이 되었으며, 진나라 때에 요동에 통합되었습니다. 지금은 신하가 아니게 되어 외부의 영역으로 구별되어 있는 고로, 선제께서 마음에 들지 않으셨기에 오랫동안 정벌하고자 하셨습니다. 다만 양량(楊諒)이 못난 탓에, 출격했으나 공은 세우지 못했습니다. 폐하의 시대가 되었사온데, 어찌 그들을 정벌하지 않으시고 관과 요대의 지역을 야만스런 맥인들의 소굴로 두려 하시나이까."
 — 《수서》 권67

## 같이 보기
- 백이와 숙제
- 중산국
- 산융

## 참고 문헌
- 사기(史記) 권61 백이열전(伯夷列傳)
- 수서 - 배구전(卷67　列傳第32 虞世基 裴蘊 裴矩)